# Insurgența în Caucazul de Nord
Insurgența în Caucazul de Nord, Rusia continuă în ciuda sfârșitului oficial al celui de-al Doilea Război Cecen la 16 aprilie 2009. Acțiuni violente au loc cel mai mult în republicile din Caucazul de Nord: Cecenia, Daghestan, Ingușetia, Kabardino-Balkaria și Osetia de Nord-Alania, având loc doar incidente izolate în altă parte, cum ar fi cele de la Piatigorsk sau Volgograd.